# James Hannigan
James Hannigan – brytyjski kompozytor muzyki wykorzystywanej w filmach, produkcjach telewizyjnych i grach komputerowych. Skomponował ścieżkę dźwiękową do takich gier komputerowych jak Command & Conquer, Harry Potter czy Władca Pierścieni. Współpracuje z Philharmonia Orchestra w Londynie, The Skywalker Symphony Orchestra, The Chamber Orchestra of London oraz Słowacką Orkiestrą Symfoniczną, natomiast nagrywa w Abbey Road Studios, Associated Independent Recording i Skywalker Ranch.

## Twórczość
James Hannigan skomponował utwory do następujących gier komputerowych:
- FIFA Soccer 1996 (1995)
- Privateer 2: The Darkening (1996)
- Warhammer: Dark Omen (1996)
- Theme Park World (1999)
- F1 2000 (2000)
- SimCoaster (2001)
- Conquest: Frontier Wars (2001)
- Reign of Fire (2002)
- Freelancer (2003)
- Brute Force (2003)
- Republika: Rewolucja (2003)
- Catwoman (2004)
- Harry Potter i Zakon Feniksa (2007)
- Command & Conquer: Red Alert 3 (2008)
- Command & Conquer: Red Alert 3 – Powstanie (2009)
- Harry Potter i Książę Półkrwi (2009)
- Klopsiki i inne zjawiska pogodowe (2009)
- Command & Conquer 4: Tyberyjski zmierzch (2010)
- Hasbro Family Game Night 3 (2010)
- Władca Pierścieni: Wyprawa Aragorna (2010)
- Harry Potter i Insygnia Śmierci: część 1 (2010)
- Harry Potter i Insygnia Śmierci: część 2 (2011)

Kompozytor stworzył również ścieżkę dźwiękową dla serialu telewizyjnego Siły pierwotne oraz pracował nad dźwiękiem do filmu Zagubieni w kosmosie.

## Nagrody i wyróżnienia
Ścieżki dźwiękowe skomponowane przez Jamesa Hannigana były pięciokrotnie nominowane do nagrody BAFTA, ostatni raz w 2010 roku za ścieżkę dźwiękową do gry Harry Potter i Insygnia Śmierci: część 1. W 2000 roku wygrał on nagrodę BAFTA za ścieżkę dźwiękową do Theme Park World, a w 2009 roku otrzymał nagrodę IFMCA.